# Norr Mälarstrand
Der Norr Mälarstrand ist ein Straßenzug auf Kungsholmen in Stockholm, er verläuft in ost-westlicher Richtung am Nordufer des Riddarfjärden und beginnt beim Stockholmer Stadshus.
Die Straße wurde schon während der Jahre 1863 bis 1864 geplant und Ende des 19. Jahrhunderts angelegt. Zuvor befanden sich hier nur verschiedene Bootsstege und zahlreiche Kleinbetriebe. Nun sollte hier eine baumbepflanzte Prachtstraße mit befestigten Kaianlagen und Parks entstehen. Zur Stockholmer Straßennamenrevision 1885 bekam der Straßenzug seinen jetzigen Namen, genau wie der Söder Mälarstrand, der sich am südlichen Ufer des Riddarfjärden befindet, der weiter östlich belegene Strandvägen und viele andere Straßen der Stadt.
Zu Mittsommer 1923 wurde das Stockholmer Stadshus eingeweiht, es befindet sich am östlichen Ende des Norr Mälarstrand und ist das markanteste Bauwerk. Die typischen Wohnhäuser im funktionalistischen Stil im mittleren Teil der Straße, wurden in den 1930er Jahren geplant und gebaut, sie stehen fast alle mit ihrer Kurzseite zur Straße hin. In einem der Häuser, Norr Mälarstrand Nr. 66,  wohnte der schwedische Entdeckungsreisende Sven Hedin von 1935 bis zu seinem Tod 1952. Anfang der 1940er Jahre entstand am Westende der Straße ein schmaler Park nach den Plänen des Stockholmer Stadtgartenmeisters Holger Blom.
Koordinaten: 59° 19′ 38″ N, 18° 2′ 18″ O